# Chás (Montederramo)
Chás (llamada oficialmente San Xoán das Chás) es una parroquia y una aldea despoblada, del municipio español de Montederramo, en la provincia de Orense, Galicia.

## Toponimia
La parroquia también es conocida por el nombre de San Juan de Chás.

## Organización territorial
La parroquia está formada por ocho entidades de población:

### Entidades de población
Entidades de población que forman parte de la parroquia:
- Cacharrequille
- Cordelle de Abaixo
- Currás (Os Currás)
- Medón (O Medón)
- Ratoeiras (As Ratoeiras)
- Retorta

### Despoblados
Despoblados que forman parte de la parroquia:
- Chás (As Chás)
- Laxe (A Laxe)

## Demografía

### Parroquia
| Gráfica de evolución demográfica de Chás (parroquia) entre 2000 y 2022 |
|                                                                        |
| Datos según el nomenclátor publicado por el INE.                       |

### Despoblado
| Gráfica de evolución demográfica de Chás (despoblado) entre 2000 y 2022 |
|                                                                         |
| Datos según el nomenclátor publicado por el INE.                        |